# Германия на «Евровидении-1987»
Германия принимала участие в Евровидении 1987, проходившем в Брюсселе, Бельгия. На конкурсе её представляла группа «Wind» с песней «Laß die Sonne in dein Herz», выступавшая под номером 16. В этом году страна заняла 2-е место, получив 141 балл. Комментаторами конкурса от Германии в этом году были Лотти Онесорж и Кристоф Дьюмлинг, глашатаем — Кёрсти Швейгофер.

## Национальный отбор
Национальный отбор проходил в Мюнхене. Случайно выбранные 500 человек голосовали за понравившуюся песню. Каждый из них мог отдать баллы от 1 до 12 каждой песне в зависимости от предпочтения.
| Номер | Артист              | Песня                           | Голоса | Место |
| ----- | ------------------- | ------------------------------- | ------ | ----- |
| 1     | Хелен Кристи        | «Lieder der Freiheit»           | 3059   | 8-е   |
| 2     | Майкл Гоффманн      | «Ich geb' nicht auf»            | 3190   | 5-е   |
| 3     | «Rouge»             | «Einer von uns»                 | 3166   | 6-е   |
| 4     | «Wind»              | «Laß die Sonne in dein Herz»    | 4445   | 1-е   |
| 5     | Сэнди Дерикс        | «Träume tun weh»                | 2902   | 11-е  |
| 6     | «Bernd Schütz Band» | «Visionen in der Nacht»         | 2929   | 10-е  |
| 7     | Михаэла             | «Das Licht eines neuen Morgens» | 3054   | 9-е   |
| 8     | Бернард Бринк       | «So bin ich ohne dich»          | 3355   | 3-е   |
| 9     | Макси и Крис Гарден | «Frieden für die Teddybären»    | 4370   | 2-е   |
| 10    | «New Generation»    | «Viel zu schön»                 | 2864   | 12-е  |
| 11    | Денис               | «Die Frau im Spiegel»           | 3320   | 4-е   |
| 12    | «Cassy»             | «Aus»                           | 3126   | 7-е   |

## Страны, отдавшие баллы Германии
Каждая страна оценивает 10 участников оценками 1-8, 10, 12.
| 12 баллов      | 10 баллов                                           | 8 баллов | 7 баллов                  | 6 баллов                       |
| -------------- | --------------------------------------------------- | -------- | ------------------------- | ------------------------------ |
| Дания Исландия | Австрия Бельгия Нидерланды Великобритания Финляндия | Израиль  | Швеция Ирландия Югославия | Турция Люксембург Франция Кипр |
| 5 баллов       | 4 балла                                             | 3 балла  | 1 балл                    | 0 баллов                       |
| Португалия     | Италия                                              | Норвегия | Испания Швейцария         | Греция                         |

## Страны, получившие баллы от Германии
| 12 баллов | Италия     |
| 10 баллов | Исландия   |
| 8 баллов  | Израиль    |
| 7 баллов  | Норвегия   |
| 6 баллов  | Исландия   |
| 5 баллов  | Франция    |
| 4 балла   | Бельгия    |
| 3 балла   | Кипр       |
| 2 балла   | Португалия |
| 1 балл    | Финляндия  |